# Полома
Полома — река в России, протекает в Мантуровском и Нейском районах Костромской области. Устье реки находится в 34 км по левому берегу реки Кильня. Длина реки составляет 10 км.
Исток Поломы находится в 22 км к северо-западу от города Мантурово. Река течёт на северо-запад по лесному массиву, населённых пунктов на реке нет, за исключением расположенной в двух километрах от реки деревни Полома у разъезда узкоколейной железной дороги Октябрьский — Монза в среднем течении. Впадает в Кильню неподалёку от деревни Ушениха в 5 км к юго-востоку от посёлка Школьный.

## Данные водного реестра
По данным государственного водного реестра России относится к Верхневолжскому бассейновому округу, водохозяйственный участок реки — Унжа от истока и до устья, речной подбассейн реки — Бассей притоков Волги ниже Рыбинского водохранилища до впадения Оки. Речной бассейн реки — (Верхняя) Волга до Куйбышевского водохранилища (без бассейна Оки).
По данным геоинформационной системы водохозяйственного районирования территории РФ, подготовленной Федеральным агентством водных ресурсов:
- Код водного объекта в государственном водном реестре — 08010300312110000016423
- Код по гидрологической изученности (ГИ) — 110001642
- Код бассейна — 08.01.03.003
- Номер тома по ГИ — 10
- Выпуск по ГИ — 0